# Семантична класифікація фразеологізмів

## Загальні відомості
Широкого визнання у вітчизняному й світовому мовознавстві здобула семантична класифікація, опрацьована В. В. Виноградовим. В основу його фразеологічної теорії покладено ступінь видозміни значення слова у різних синтаксичних і стилістичних умовах фразотворення.
Являючи собою єдине значеннєве ціле, фразеологічні одиниці не є однаковими з погляду з'єднаності компонентів і співвіднесеності семантики усього вислову з семантикою його окремих складників-компонентів.

Відштовхуючись від синтаксичних ідей академіка О. Шахматова й узявши до уваги деякі думки Ш. Баллі, академік В. Виноградов подав семантичну класифікацію, виділивши три типи фразеологічних одиниць: фразеологічні зрощення, фразеологічні єдності і фразеологічні сполучення.

## Фразеологічні зрощення
Фразеологічні зрощення — абсолютно неподільні, нерозкладні, немотивовані фразеологічні одиниці, у значенні яких «немає ніякого зв'язку, навіть потенційного, зі значенням їх компонентів» : бити байдики, точити ляси, собаку з'їсти (на чому), пиши пропало, чорта з два, сон в руку. Семантична неподільність виникає або підтримується у фразеологічних зрощеннях рядом фактів:
- а) наявністю у складі фразеологічних одиниць застарілих слів, незрозумілих для загалу (збити з пантелику; взяти на цугундер; ускочити в халепу);
- б) наявністю граматичних архаїзмів (темна вода во облацех; притча во язицех);
- в) втратою у межах фразеологічної одиниці живого синтаксичного зв'язку.

За визначенням В. В. Виноградова, фразеологічні зрощення являють собою «своєрідні складні синтаксичні слова». Компоненти фразеологічних зрощень нагадують морфеми у словах. Як і слова з невивідною основою, вони позбавлені внутрішньої форми. Лише глибоке етимологічне дослідження може допомогти розкрити механізм становлення фразеологічних зрощень і з'ясувати, чому саме ці слова-компоненти спонукали появу цілісного значення.

## Фразеологічні єдності
Фразеологічні єдності — теж семантично неподільні фразеологічні одиниці, але їхнє цілісне значення умотивоване значенням компонентів (не нюхати пороху — не бути ще в боях; прикусити язика — замовкнути; кров з молоком — здоровий та ін.).У них значення цілого пов'язане з розумінням внутрішнього образного стрижня фрази, потенційного смислу слів. Звуковою формою вони нерідко збігаються з вільними сполученнями слів: намилити голову (кому), взяти за боки (кого). Для фразеологічних єдностей характерні римовані співзвуччя (всякої тварі по парі, катюзі по заслузі), алітерація (ні ладу ні складу). Сюди належать і каламбури (прокатати на "ороних, сон рябої кобили).

Фразеологічні єдності можуть виникати і внаслідок синтаксичної спеціалізації фрази, вживання її у певній граматичній формі (нуль уваги; діло табак), внаслідок наявності експресивних відтінків значення (плакали наші гроші). До цього розряду В. В. Виноградов залучає «фразові штампи, кліше, типові для різних літературних стилів, і літературні цитати, і крилаті вислови, і народні прислів'я та приказки»

## Фразеологічні сполучення
Фразеологічні сполучення — «тип фраз, створюваних реалізацією зв'язаних значень слів» Фразеологічні сполучення не є безумовними семантичними єдностями. Вони аналітичні: «зачепити почуття», «зачепити гордість», «зачепити інтереси».

У них значення слів виокремлюються чіткіше, різкіше, вони аналітичні: зачепити честь (самолюбство, гордість, інтереси), порушити питання (справу, клопотання). Слово зі зв'язаним значенням допускає синонімічну заміну: глупа ніч — пізня ніч, малиновий дзвін —милозвучний дзвін; поєднується з одним словом (безпросипне п'янство) чи з обмеженим рядом слів (страх, жаль, зло, досада бере при неможливості радість, задоволення, насолода бере). Фразеологічні сполучення практично не мають омонімів.

Семантична класифікація і концепція В. Виноградова здобули чи не найбільше прибічників (В. Жуков, О. Бабкін, В. Телія). Різною мірою її розробляли й українські лінгвісти, зокрема Г. Удовиченко, М. Жовтобрюх,В. Русанівський, Д. Баранник, Н. Москаленко, Ф. Медведєв, М. Алефіренко,Л. Скрипник та ін.

Дуже швидко виявилися й вразливі місця семантичної класифікації
В. В. Виноградова: окремі підгрупи в середині типів виділяються на основі різних критеріїв; нерідко важко визначити межу між фразеологічними зрощеннями і фразеологічними єдностями (а тому їх об'єднують в одну групу — ідіоми); два перші типи фразеологічних одиниць різко протиставлені третьому — як цілісні (зрощення і єдності) аналітичному (фразеологічні сполучення). Значна кількість фразеологічних одиниць залишилася неохопленою.

## Фразеологічні вирази
Зберігши три основні класи фразеологічних одиниць за схемою
В. В. Виноградова, М. М. Шанський виділив четвертий клас — фразеологічні вирази, до яких належать «такі стійкі в своєму складі і вживанні фразеологічні звороти, які не тільки є семантично подільними, але й складаються цілком із слів з вільним значенням (серйозно й надовго; Вовків боятися — в ліс не ходити; Не все те золото, що блищить)» [Шанський , 84].

Характером зв'язків слів, що входять до їх складу, і загальним значенням фразеологічні вирази нічим не відрізняються від вільних словосполучень і речень. Специфікою їх є те, що вони не створюються мовцями, а відтворюються як готові структурні і значеннєві одиниці.

Серед фразеологічних виразів М. М. Шанський розрізняє дві групи: 

1. фразеологічні вирази комунікативного характеру, що являють собою предикативні словосполучення, рівноцінні реченню, є цілим висловленням, виражають те чи інше судження (Людина — це звучить гордо; Хрін від редьки не солодший)
2. фразеологічні вирази номінативного характеру, що є сполученням слів, ідентичним лише певній частині речення, є словесною формою того чи іншого поняття і, як і слова, виконують у мові номінативну функцію (трудові успіхи, палії війни, вищий навчальний заклад і т. ін.).

Близький до семантичної класифікації В. В. Виноградова розподіл за ступенем граматично-змістової злитості елементів, здійснений на українському матеріалі П. Дудиком. Учений виділяє п'ять типів фразеологізмів: ідіоми, фразеологічні єдності, фразеологічні вирази, фразеологічні сполучення та фразеологізовані словосполучення.
1. Ідіоми об'єднуються семантичною неподільністю, синтаксичною нерозкладністю й замкненістю; зміст ідіоми прямо не випливає з лексичного значення її елементів (бути на близькій нозі).
2. У фразеологічних єдностях значення компонентів трохи ослаблене вільнішою семантичною зв'язаністю структурних одиниць (намилити голову, пальці знати)
3. Терміном фразеологічні вирази передусім об'єднуються прислів'я і приказки (за моє жито ще мене й бито, що легко нажить — з дому біжить). Вони повністю складаються зі слів з вільними значеннями, не виступають семантичним еквівалентом окремого слова.
4. Фразеологічні сполучення — ходові формули, що приховують у собі метафору, мають досить прозору внутрішню форму (прибитий горем, голуба кров, Хома невірний). Сюди належать і фразеологізми-професіоналізми: вигнати діди (гончарське) «нагріти вироби так, щоб вогонь виходив з горна»; дати дуб (чинбарське) «обробити шкіру дубленням» (Полтавщина).
5. Фразеологічні словосполучення об'єднуються неметафоричністю, синтаксичною неподільністю компонентів (шкода й гадки, невелике цабе, ось тобі на).

Семантична класифікація фразеологічних одиниць у плані діахронії опрацьована Б. О. Ларіним.
Класифікація Б. О. Ларіна відбиває етапи розвитку і перебудови первісних вихідних словосполучень, вона включає:

- а) перемінні словосполучення;
- б) стійкі словосполучення, що відзначаються наявністю стереотипності, традиційності і метафоричного переосмислення, відходом від первісного значення;
- в) ідіоми, які відзначаються у порівнянні з стійкими метафоричними словосполученнями більш деформованим, скороченим, далеким від первісного лексичним і граматичним складом і помітним послабленням тієї семантичної подільності, яка зумовлює метафоричність, тобто смислову двоплановість.[4]